# Héctor Salvá
Héctor Salvá, vollständiger Name Héctor Salvá González, (* 27. November 1939 in Montevideo; † 20. November 2015) war ein uruguayischer Fußballspieler und -trainer.

## Spielerlaufbahn

### Verein
Der 1,70 Meter große Offensivakteur Salvá spielte 1958 für Canillitas. Sodann war er mindestens 1960 für Nacional Montevideo aktiv. Im Meisterschaftsfinale der Saison 1959, das am 20. März 1960 ausgetragen wurde, stand er in der Startelf. Im Jahr 1964 gehörte er dem Kader der Rampla Juniors in der Primera División an und wurde in jener Spielzeit mit zwölf erzielten Treffern Torschützenkönig der Liga und trug somit zur erreichten Vize-Meisterschaft jenes Jahres bei. 1966 ist eine Station bei Danubio verzeichnet. In den Jahren 1968 und 1969 stand er bei Gimnasia y Esgrima La Plata in Argentinien unter Vertrag. Bei diesem Verein debütierte er am 8. März 1968 und bestritt seine letzte Begegnung am 7. Dezember 1969. Insgesamt sind 31 Spiele und zwei Tore für ihn verzeichnet.

### Nationalmannschaft
Salvá wurde mit der uruguayischen Juniorenauswahl bei der Junioren-Südamerikameisterschaft des Jahres 1958 in Chile Südamerikameister. Im Verlaufe des Turniers wurde er von Trainer Juan Aguilar fünfmal (drei Tore) eingesetzt. Salvá war auch Mitglied der A-Nationalmannschaft Uruguays, für die er zwischen dem 1. Juni 1960 und dem 30. Juli 1967 18 Länderspiele absolvierte. Dabei erzielte er zwei Länderspieltore. Er nahm mit Uruguay an der Weltmeisterschaft 1966 teil. Sein Einsatz im Viertelfinale gegen die Bundesrepublik Deutschland blieb der einzige im Verlaufe des Turniers. Salvá gehörte schließlich ebenfalls zum von Juan Carlos Corazzo ausgewählten Aufgebot Uruguays bei der Südamerikameisterschaft 1967, die die Celeste zu ihren Gunsten entschied.

### Erfolge
- Junioren-Südamerikameister: 1958
- Südamerikameister: 1967
- Uruguayischer Vize-Meister: 1964
- Torschützenkönig der Primera División (Uruguay): 1964

## Trainertätigkeit
Nach der aktiven Karriere wirkte Salvá auch als Trainer. 1975 trainierte er für zwei Spiele interimsweise Gimnasia y Esgrima La Plata. Eine weitere Traineranstellung hatte er bei Miramar Misiones. Mit diesem Verein wurde er 1986 Meister der "B", der zweiten uruguayischen Liga. 1993 hatte er das Traineramt bei Nacional inne, als er für die letzten beiden Meisterschaftsspiele Miguel Piazza ablöste, dort jedoch bereits am 8. Dezember 1993 durch Eduardo Luján Manera ersetzt wurde. 1996 ist eine weitere Amtszeit bei den Bolsos verzeichnet, die durch die Übernahme der Trainertätigkeit durch Gustavo Bueno als Interimstrainer am 7. April 1996 ihr Ende fand.

### Erfolge
- Zweitligameister: 1986